# Rhapsodie macabre (Waterhouse)

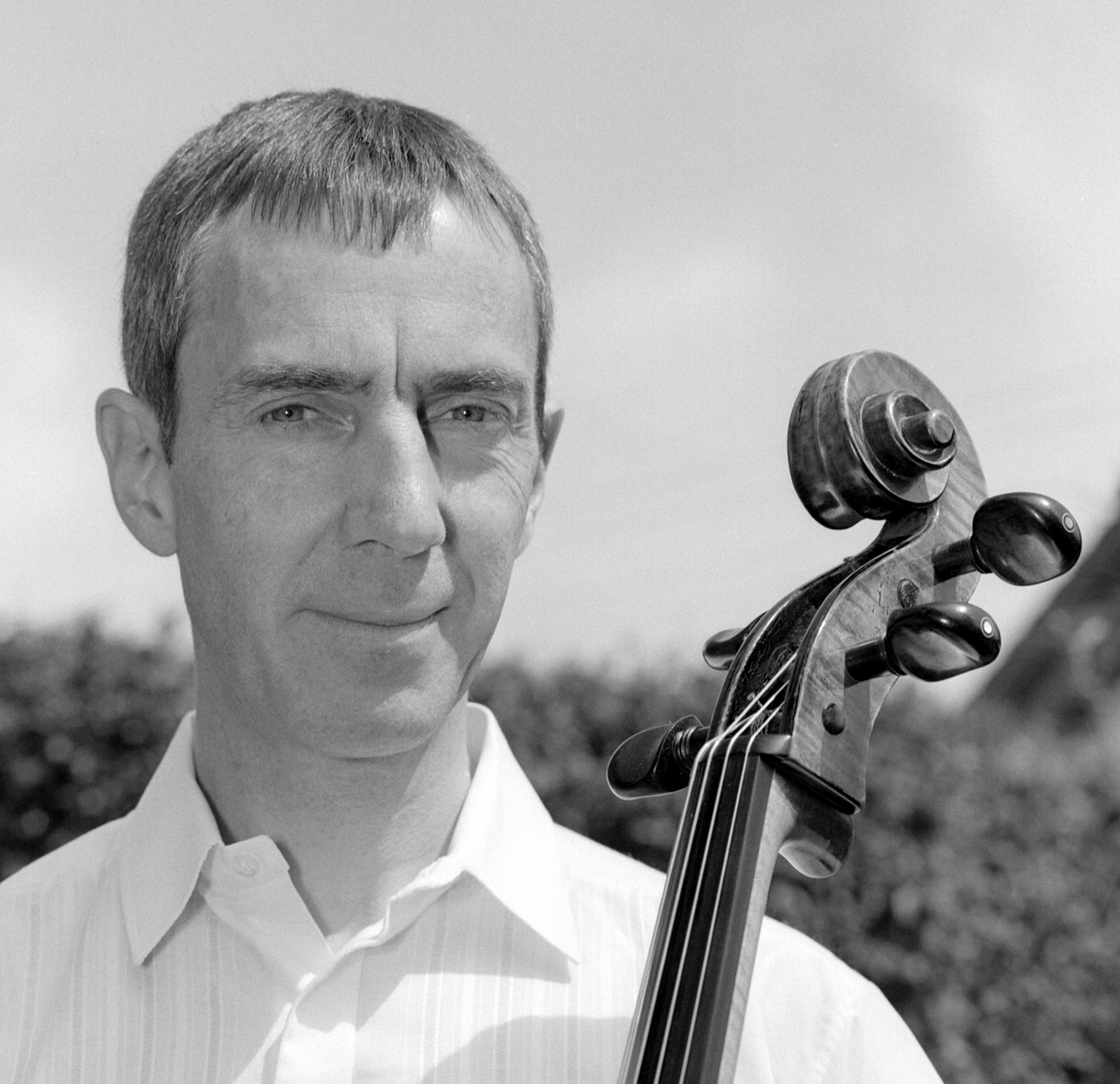
Graham Waterhouse

La Rhapsodie macabre est une composition pour piano et quatuor à cordes en un mouvement de Graham Waterhouse, écrite en 2011 en hommage à Franz Liszt. Elle est créée au festival Liszt du Gasteig à Munich, avec le compositeur au violoncelle.

## Histoire
Waterhouse compose l’œuvre comme la dernière pièce de l'édition 2011 du festival Liszt au Gasteig de Munich, interprétée dans un concert de pièces de Liszt et Waterhouse. Elle combine des éléments d’œuvres de Liszt, notamment le thème du Dies Irae. L’œuvre se développe en un « concerto pour piano en réduction », associant des éléments concertants pour piano avec l'écriture d'une musique de chambre pour cordes.
L’œuvre compte un seul mouvement, en cinq sections :
- Allegro alla toccata
- Presto precipitando
- Adagio lusingando
- Vivace
- Con moto giusto[1]

Comme une toccata, la première section est fondée sur deux thèmes, l'un d'entre eux étant le Dies irae. Dans la deuxième section, ce thème « apparaît sous une forme à la fois lyrique et satirique ». La troisième section introduit un cantabile dans les cordes et amène à un dialogue entre le piano et le premier violon. La quatrième section est un « scherzo démoniaque sur un tempo en 
 ». Le final combine les matériaux de toutes les sections précédentes et se termine par une rapide coda.
Une recension dans le Süddeutsche Zeitung compare la musique à « un voyage onirique à travers un territoire surréaliste, plein d'événements et de virages surprenants. »

## Représentations
La première a lieu au festival Liszt de 2011 du Gasteig avec la pianiste Valentina Babor, les instrumentistes du Münchner Philharmoniker Clément Courtin, Namiko Fuse et Konstantin Sellheim avec le compositeur au violoncelle. Le même ensemble se produit dans plusieurs concerts dans la région de Munich, par exemple le 20 mars 2012 à la Hochschule für Musik de Munich, associant des œuvres de Waterhouse, dont Trois pièces pour violon seul avec des quatuors avec piano de Beethoven. La première a lieu en Grande-Bretagne le 9 octobre 2012 à la Highgate School de Londres, ancienne école du compositeur, lors d'un concert consacré à l’œuvre de Waterhouse. Les critiques décrivent l’œuvre comme un mini-concerto pour piano.